# Dustin Whitecotton
Dustin Whitecotton (* 3. Mai 1979 in Cherryville, British Columbia) ist ein kanadischer Eishockeytrainer und ehemaliger -spieler.

## Karriere
Whitecotton spielte am College in der Mannschaft der Miami University aus Ohio, für die er am Spielbetrieb der NCAA teilnahm. In der Saison 2000/01 stand der Center in der East Coast Hockey League für die Mississippi Sea Wolves auf dem Eis, in den kommenden zwei Jahren war er für die Missouri River Otters in der United Hockey League aktiv. Zudem absolvierte der Linksschütze mehrere Spiele in der AHL für die Rochester Americans, die Grand Rapids Griffins und die Lowell Lock Monsters.
Zur Saison 2003/04 wechselte der Angreifer nach Deutschland und heuerte beim 1. EV Weiden in der 2. Bundesliga an. Ein Jahr später unterschrieb Whitecotton einen Vertrag beim Ligakonkurrenten SERC Wild Wings aus Schwenningen. Dort spielte der Kanadier insgesamt vier Jahre und bildete zusammen mit dem gebürtigen Tschechen Dušan Frosch ein erfolgreiches Sturmduo. 2008 wechselte Whitecotton zu den Straubing Tigers, wo er fünf Jahre lang in der Deutschen Eishockey Liga (DEL) agierte.
2013 schloss er sich den Belfast Giants aus der britischen Elite Ice Hockey League (EIHL) an und gewann mit dem Verein in der Saison 2013/14 den Meistertitel. Zur Folgesaison kehrte er nach Deutschland zurück und lief für den Oberligisten Deggendorfer SC auf.
Nach der Saison 2015/16, in der er für die Dragons de Rouen in Frankreich spielte, beendete er seine Spielerlaufbahn.

### Trainer
Im Juli 2016 wurde Whitecotton als Cheftrainer des deutschen Oberligisten EV Lindau vorgestellt.
Von 2018 bis April 2019 war er Jugendtrainer sowie Spielertrainer (in der 1. Mannschaft) beim EV Dingolfing in der bayrischen Landesliga.
Von 2019 bis 2022 trainierte er die Wipptal Broncos aus Sterzing in der Alps Hockey League.
Seit 2023 trainiert er die Isar Rats aus Dingolfing in der Bayernliga.

### Sonstiges
Seit 2022 ist er Lehrer an der Realschule Niederviehbach.

## Erfolge und Auszeichnungen
- 2014: Britischer Meister mit den Belfast Giants

## Karrierestatistik
(Legende zur Spielerstatistik: Sp oder GP = absolvierte Spiele; T oder G = erzielte Tore; V oder A = erzielte Assists; Pkt oder Pts = erzielte Scorerpunkte; SM oder PIM = erhaltene Strafminuten; +/− = Plus/Minus-Bilanz; PP = erzielte Überzahltore; SH = erzielte Unterzahltore; GW = erzielte Siegtore; 1 Play-downs/Relegation; Kursiv: Statistik nicht vollständig)